# In Your Eyes
In Your Eyes – piosenka australijskiej piosenkarki Kylie Minogue. Piosenka pochodzi z płyty Fever z 2002 roku.

## Lista utworów
International CD single #1
1. "In Your Eyes" – 3:28
2. "Tightrope" (Single version) – 4:29
3. "Good Like That" – 3:35

International CD single #2
1. "In Your Eyes" – 3:28
2. "In Your Eyes" (Tha S Man's Release mix) – 7:34
3. "In Your Eyes" (Jean Jacques Smoothie mix) – 6:23

Australian CD single #1
1. "In Your Eyes" – 3:28
2. "Never Spoken" – 3:18
3. "Harmony" – 4:15
4. "In Your Eyes" (Tha S Man's Release mix) – 7:34

Australian CD single #2
1. "In Your Eyes" – 3:28
2. "In Your Eyes" (Mr Bishi mix) – 7:25
3. "In Your Eyes" (Jean Jacques Smoothie mix) – 6:23
4. "In Your Eyes" (Saeed & Palesh (Main) mix) – 8:40

Vinyl single
1. "In Your Eyes" (Saeed & Palesh (Main) mix) – 8:40
2. "In Your Eyes" (Powder's Spaced dub) – 7:25
3. "In Your Eyes" (Roger Sanchez Release the Dub mix) – 7:18

DVD single
1. "In Your Eyes" music video
2. "Can't Get You Out of My Head" music video
3. "In Your Eyes" (Roger Sanchez Release the Dub mix) – 7:18
4. "Can't Get You Out of My Head" (Nick Faber remix) – 5:59

Official remixes
1. "In Your Eyes" (Extended version) – 5:55
2. "In Your Eyes" (Extended Instrumental) – 5:55
3. "In Your Eyes" (Knuckleheadz dub) – 6:47
4. "In Your Eyes" (Tha S Man's Release mix) – 7:34
5. "In Your Eyes" (Tha S Man's Release Radio edit) – 4:52
6. "In Your Eyes" (Jean Jacques Smoothie dub) – 6:23
7. "In Your Eyes" (Saeed & Palesh Nightmare dub) – 8:33
8. "In Your Eyes" (Powders 12" dub) – 7:05
9. "In Your Eyes" (Powders Spaced dub) – 7:25
10. "In Your Eyes" (RLS Re-Edit mix/Special French remix) – 6:03

## Informacje dodatkowe
- Piosenka została wykorzystana w filmie Sala samobójców. Hejter (2020), w scenie klubowej z udziałem Macieja Stuhra i Macieja Musiałowskiego[1]